# Xangri-lá
Xangri-Lá é um município brasileiro do estado do Rio Grande do Sul.

## Etimologia
Xangri-Lá é uma adaptação de Shangri-La, um país fictício situado na obra Horizonte Perdido escrita pelo escritor inglês James Hilton em 1933.

## História
O município foi criado em 26 de março de 1992, através da Lei nº 9612, tendo como município de origem Capão da Canoa.

## Formação Administrativa
Elevado à categoria de município e distrito com a denominação de Xangri-lá, pela Lei Estadual n.º 9.612, de 20-03-1992, desmembrado do município de Capão da Canoa. Sede no atual distrito de Xangri-lá. Constituído do distrito sede. Instalado em 01-01-1993. Em divisão territorial datada de 1995, o município é constituído do distrito sede. Assim permanecendo em divisão territorial datada de 1999. Em divisão territorial datada de 2005, o município é constituído de 2 distritos: Xangri-lá e Rainha do Mar. Assim permanecendo em divisão territorial datada de 2007. Em divisão territorial datada de 2009, o município é constituído de 3 distritos: Xangri-lá, Guará e Rainha do Mar.

## Geografia
Localiza-se a uma latitude 29º48'03" sul e a uma longitude 50º02'37" oeste. O município possui uma área de 60,799 km², tendo 18 km de costa marítima.
Sua população estimada em 2022 foi de 16.463 habitantes, com densidade demográfica de 270,97 hab./km².
A taxa de analfabetismo em 2000 era de 5,08 %. A expectativa de vida ao nascer em 2000 era de 74,05 anos; o coeficiente de mortalidade infantil em 2004 era de 6,02 por mil nascidos vivos; o PIB p.m. em 2003 era de R$ 71.335; o PIB per capita em 2003 era de R$ 7.619.
Tem como principal atividade econômica a promoção turística e a construção civil, que absorve a mão de obra local, gerando empregos durante todo o ano.

### Limites do município[8]
O território de Xangri-Lá é assim delimitado:
- Norte: Inicia no ângulo noroeste do lote rural nº 853.011.028.061-9, pertencente à sucessão de Manoel Cosme Fº, segue pela divisa norte desse lote até a bifurcação da estrada RS-407 com a Avenida Interbalneários do loteamento do Balneário de Atlântida; daí por uma linha reta e seca, direção geral sudeste, seguindo pela divisa norte do loteamento do Balneário de Atlântida, até o início da Rua do Cemitério, seguindo por esta, em direção geral norte, até sua bifurcação com a Rua Ubatuba, pela qual prossegue, em direção geral sudeste, e pelo prolongamento desta até a linha da costa do Oceano Atlântico Sul.
- Leste: No ponto em que o prolongamento da Rua Ubatuba atinge a linha da costa do Oceano Atlântico Sul; segue pela linha da costa deste oceano, em direção geral sul, até o ponto em que esta intercepta o prolongamento da divisa sul do loteamento do Balneário de Rainha do Mar.
- Sul: No ponto em que o prolongamento da divisa sul do loteamento do Balneário de Rainha do Mar alcança a linha de costa do Oceano Atlântico Sul, segue pelo limite sul deste balneário, em direção geral noroeste, e após pelo seu prolongamento, até alcançar o ângulo sudeste do lote rural nº 853.011.067.034-7, pertencente a sucessão de Décio Gildo, seguindo pela divisa sul deste lote rural, até a margem oriental de Lagoa do Passo.
- Oeste: Na divisa sul do lote rural nº 853.011.067.034-7, pertencente à sucessão de Décio Gildo, margem oriental da Lagoa do Passo, segue pela margem leste desta lagoa, em direção geral norte, até o sangradouro do Banhado das Malvas, continua por este sangradouro até a Lagoa das Malvas, e após, pela margem oriental desta lagoa, em direção geral norte, até o Canal João Pedro, segue por este canal até a Lagoa dos Quadros, seguindo pela margem leste desta lagoa, em direção geral norte, até interceptar o ângulo noroeste do lote rural nº 953.011.028.061-9, pertencente à sucessão de Manoel Cosme Fº.

### Distritos
- Sede: contém cerca de 7 000 habitantes e abrange as regiões sul, sudeste, central e oeste do município;[9][10]
- Guará: situado na região norte do município, tem cerca de 1 500 habitantes;[9][10]
- Rainha do Mar: com cerca de 2 000 habitantes, fica na região nordeste do município.[9][10]

## Praias
- Atlântida
- Xangri-lá
- Remanso
- Maristela
- Marina
- Arpoador
- Coqueiros
- Noiva do Mar
- Rainha do Mar